# BookTelevision
BookTelevision était une chaîne de télévision canadienne spécialisée de catégorie A appartenant à Bell Media lancée le 7 septembre 2001. À l'origine, elle diffusait une programmation reliée aux livres et toutes les formes de littérature, médias et autres sujets reliés. Sous la propriété de Bell canada, elle diffusait des séries télévisées de divertissement. La chaîne a été fermée 21 février 2021.

## Histoire
Après avoir obtenu sa licence auprès du CRTC en 2000, Learning and Skills Television of Alberta Limited (LSTA) (une société contrôlée par CHUM Limited) a lancé la chaîne le 7 septembre 2001. CHUM a acheté les parts de LSTA le 15 février 2005.
CTVglobemedia a fait l'acquisition de la chaîne lors de son achat de CHUM Limited le 22 juin 2007. Bell Canada a fait l'acquisition de CTVglobemedia le 1er avril 2011 et a renommé la compagnie pour Bell Media.
À l'automne 2016, la chaîne diffuse un bloc de huit heures par jour diffusé trois fois composé des séries Matlock, Diagnostic : Meurtre, JAG, et des émissions de remplissage comme Mystery Ink, The Word This Week et History of Science.
Le 21 janvier 2021, le CRTC approuve la demande de révocation de sa licence pour le 21 février 2021.